# ستایش از تروریسم
ستایش از تروریسم (انگلیسی: Glorifying Terrorism) یک گلچین ادبی علمی–تخیلی سال ۲۰۰۷ است که توسط فرح مندلسون ویرایش شده‌است. این مطلب در پاسخ مستقیم به قانون تروریسم ۲۰۰۶ صورت گرفته‌است. هر داستان در این مجموعه به‌طور ویژه ای طراحی شده که طبق ماده ممنوعیت انتشار هر گونه «تشویق غیر مستقیم در مورد شروع یا آماده‌سازی اعمال تروریسم»، غیرقانونی می‌باشد و شامل هر بیانیه ای می‌شود که شروع یا آماده‌سازی از تروریسم را (چه در گذشته، چه در آینده و چه به‌طور عام)، ستایش می‌کند. مقدمه این مجموعه با بیانیه صریحی آغاز می‌شود که هدف از داستان‌ها و اشعار در این کتاب را در راستای ستایش از تروریسم توصیف می‌کند.

## پاسخ انتقادی
روزنامه مورنینگ استار این مجموعه را به «به شکل هیجان انگیزی تشویق کرده» و اعلام می‌کند که همکاری کنندگان این مجموعه همه درجه یک هستند و این مجموعه «آنقدر نکات مهم دارد که نمی‌شود لیست کرد». این روزنامه همچنین بیان می‌کند که نویسندگان این مجموعه تحت تعقیب قرار نخواهند گرفت، زیرا که آن‌ها «بسیار قابل احترام و اغلب، بیش از حد پاک» هستند.

## مشارکت کنندگان
- کاترین آلن
- چارلز برنچلی
- ماری برنان
- هل دانکن
- سوزت هادن الاین
- کیرا فرانز
- ون آرون هوگز
- داوین ایرلند
- گینث جونز
- ویلار کافتان
- لوسی کمنیتزر
- اچ اچ لویچ
- کن مک لئود
- اونا مک کورمک
- آدام روبرتز
- الیزابت سوربات
- کاترین اسپارو
- کری اسپرینگ
- چارلی استروس
- راشل اسویرسکی
- لاوی تیدار
- جیمز تریامارکو
- جو والتون
- آیان واتسون
- آیان واتس